# Балдуин III (Хенегау)
Балдуин III (на френски: Baudouin III de Hainaut, * 1088, † 1120) от Дом Фландрия, е от 1098 до 1120 г. граф на Хенегау.

## Биография
Той е най-възрастният син на граф Балдуин II (1056 – 1098) и Ида фон Льовен (ок. 1065 – 1139), дъщеря на граф Хайнрих II от фамилията Регинариди.
Балдуин III се включва в съюз с група около император Хайнрих V против граф Роберт II от Фландрия.

## Фамилия
Балдуин III се жени за Йоланта от Гелдерн (* 1090), дъщеря на граф Герхард I от Васенберг, граф на Гелдерн. Двамата имат децата:
- Балдуин IV (1108 – 1171), граф на Хенегау
- Герхард († 1166),∞ за Хедвиг фон Дале
- Гертруда, ∞ пр. 9 август 1138 за Роже III дьо Тосни († 1162)
- Рихилда, ∞ I. за Тиери д‘Авен († 1106), ∞ II. за Еверард II Радулф бургграф на Турне († 1160)